# Riksheim
Riksheim is een gebied in Noorwegen onder Sørestranda in de gemeente Sykkylven in Sunnmøre . Andere schrijfwijzen zijn en waren Rigesym, Rigsem, Rigsemb, Riksem en Rixem. "De einde van het naam geeft aan dat [...] deze boerderijen oud zijn".
Ook Riksheim profiteerde van de industriële groei in Sykkylven. De eerste houtbewerkingsfabriek was Riksheim Trevarefabrikk. Na de oorlog startte Lars P. Riksheim een draaierij. De basis voor de ontwikkeling van de industrie in Sykkylven werd gelegd door de bouw van de gemeentelijke elektriciteitscentrale Sykkylven. Deze werd in 1918 in Riksheim gebouwd, kort nadat Oslo zijn eerste elektriciteitscentrale had gekregen. In de afgelopen jaren zijn er ook hydro krachtcentrales gebouwd bij de inham van  "Dammen" in Riksheimdalen ("Dal van Riksheim"), die gebruik maken van de waterval in het water verderop in Riksheimdalen.